# 土西鐵路
土西鐵路（羅馬化：Turksib），全名為突厥斯坦-西伯利亞鐵路（羅馬化：Turkestano-Sibirskaya magistral）是一條連接西伯利亞鐵路和中亞細亞的鐵路線。土西鐵路為俄國標準的寬軌鐵路。
南起塔什干附近阿雷西与中亞鐵路接轨，向東北經奇姆肯特、塔拉茲、比什凱克到哈薩克最大城市阿拉木圖。此後向北經巴爾喀什湖東端阿克斗卡出岔的支线铁路與來自中國新疆的北疆铁路匯合，干线經巴爾瑙爾，最後在新西伯利亞連接西伯利亞鐵路。

## 历史

### 筹建
早在第一次世界大战前和中从今天的土西铁路的两端开始修建铁路。
从东边这是1915年10月21日正式通车运营的650千米长的阿尔泰铁路（Алтайская железная дорога），这条铁路从新西伯利亚经巴尔瑙尔至塞米伊（塞米巴拉金斯克）。
从西边从俄罗斯中部和塔什干之间向塔拉兹修建铁路。1917年俄國二月革命和十月革命使得这个工程暂时停止。此时这条铁路长200千米，离目的地还有70千米。俄罗斯内战结束后工程又开始。1921年铁路修到塔拉兹，1924年到达比什凯克，此时它长约550千米。

路線圖

### 修建：苏联时期的大工程
1927年在苏联的第一个五年计划中将这两条铁路通过哈萨克斯坦东南部的草原和半沙漠连接到一起成为一个被宣传广泛的大项目。
1929年苏联拍了一部纪录片来宣传这个工程。这部纪录片被看作是苏联无声电影晚期纪录片中的代表作之一。土西铁路这个名称也是这个时候出现的。
1931年全长1452千米的连接线路运营。原有的两端的铁路线也被并入土西铁路，使得它的总长度到达2351千米。这样正在开发的西伯利亚与苏联的中亚部分连接到了一起。通过已有的塔什干铁路它与费尔干纳盆地中的杜尚别。除此之外通过1880年代已经建造的铁路它还可以通到撒馬爾罕、布哈拉、阿什哈巴德和最后通到里海边的土库曼巴希。

### 建成后运营管理
土西鐵路于1931年1月2日开通后拥有一个自己的铁路局，但是它仅管理该铁路的部分线路。
1937年中国抗日战争爆发后，当时的“西北国际大通道”由苏联土西铁路的阿亞古茲转公路运输，在塔城入境，再经迪化、哈密、兰州、西安至四川广元。由迪化至兰州的兰新公路须行车9天。兰州以东经六盘山至西安为早年所修西兰公路。
1953年通往卡拉干達的铁路开通。
1958年6月13日土西鐵路的铁路局也接管通往卡拉干达的铁路。
在俄罗斯苏维埃联邦社会主义共和国境内的大部分段落不属于土西鐵路铁路局管理，而是受西伯利亚的铁路局管理。至1918年为阿尔泰铁路局，从1934年至1961年为东西伯利亚铁路局，此后为西西伯利亚铁路局。今天该铁路局依然管理俄罗斯境内的部分。

## 主要站
- 新西伯利亚
- 巴尔瑙尔
- 鲁布佐夫斯克
- 塞米伊
- 阿克斗卡
- 阿拉木图
- 楚城
- 塔拉兹
- 奇姆肯特
- 阿雷西
- 塔什干

## 现状
1970和1980年代里土西鐵路的组织多次更变。1991年苏联解体后从苏联和哈萨克斯坦的边境开始的大部分线路及其支线属于哈萨克斯坦国家铁路。它是哈萨克斯坦南部的重要交通线路。
从1989年开始土西鐵路开始逐渐从西部电气化。从2003年开始在阿拉木图和哈萨克斯坦的新首都阿斯塔纳之间运行哈萨克斯坦最快的火车：泰尔戈列车。
土西鐵路的一条单线且没有电气化的支路是吉尔吉斯斯坦国家铁路的唯一铁路线。